# 奧馬爾·奇馬
奧馬爾·奇馬（英文：Umar Cheema，1978年7月—），巴基斯坦《喀拉蚩新聞報》（The News International）調查記者。
2008年他獲得丹尼爾·珀爾新聞獎學金，為該基金會第一個在紐約時報工作的實習生。他也獲得英國志奮領獎學金，前往倫敦政治經濟學院攻讀比較政治（衝突研究）。
奇馬主要針對貪腐、政治行為、國家安全和濫權的情報機構進行報導，他的大膽行為也帶來相應麻煩——遭受到無數次威脅和兩次暴力攻擊。

## 第一次遇襲
2004年12月4日晚上，在凜冽的冷風中，奧馬爾·奇馬遭到不明車輛撞擊，且被撞了兩次，使他全身複合性骨折，長期臥床達半年。事發後還接到匿名者來電，恐嚇他若再繼續目前領域的調查報導，他將受到同樣的傷害。

## 第二次遇襲
2010年9月4日，奧馬爾·奇馬被一群身著軍裝的不明襲擊者綁架，並被施以毆打和鞭刑，他們剃掉他的頭髮、鬍子和眉毛，並剝去他的衣服，拍攝侮辱性的照片。
據奇馬的報導，襲擊者要他銷毀對於政府的調查報告，因此他認為這些人是出自巴基斯坦三軍情報局的指使。
奇馬育有1子1女，遭綁架時，他的兒子阿迪爾（Adil）只有兩歲。

## 國際聲援
奧馬爾·奇馬遭受二次襲擊後，《紐約時報》發表社論，呼籲巴基斯坦政府表態將不再唆使或縱容這種行為，並且找出兇手將他們繩之以法。國際組織保護記者委員會也痛批此次攻擊行為是為了給巴基斯坦記者殺雞儆猴。

## 獲獎
為表彰在生命受威脅情況下，仍捍衛新聞自由的勇氣，奧馬爾·奇馬2011年獲頒國際新聞自由獎。在頒獎典禮上，奧馬爾·奇馬也感謝該組織的提名，「這是一個肯定——對所有進行勇敢報導的巴基斯坦媒體而言」。2011年4月14日，他還获得美國雪城大學的塔利中心言論自由獎。